# 高垣彩陽のあしたも晴レルヤ
『高垣彩陽のあしたも晴レルヤ』（たかがきあやひのあしたもはれるや）は、2010年10月15日（14日深夜）から2025年3月26日（25日深夜）まで文化放送超!A&G+で配信されていたインターネットラジオ番組である。パーソナリティは高垣彩陽。

## 番組概要
文化放送や超!A&G+では高垣の初の冠番組で、初のレギュラー番組でもある。リスナーから「晴レルヤ!なこと」をテーマにメールを募集し、話を広げる。キーワードは「明日のために○○する」。2017年4月配信回よりセカンドショット提供となる（これにより高垣が所属する声優ユニット・スフィアメンバー4人全員だけでなく、声優事務所・ミュージックレイン所属声優全員が同社提供番組を担当する形になった）。2025年3月をもって超!A&G+のサービス終了に伴い、同月26日配信回で最終回となった。

### 配信時間
毎週更新
- 2023年4月5日 - 2025年3月26日

水曜日 1:30 - 2:00（火曜深夜）
過去
- 2010年10月15日 - 2012年3月30日

金曜日 1:05 - 1:50（木曜深夜） （リピート配信: 金曜日 15:05 - 15:50）
- 2012年4月5日 - 2015年4月2日

木曜日 23:30 - 翌0:00 （リピート配信: 金曜日 11:30 - 12:00、日曜日 10:00 - 10:30）
- 2015年4月9日 - 2015年10月2日

木曜日 2:00 - 2:30（水曜深夜） （リピート配信: 金曜日 6:30 - 7:00、日曜日 10:00 - 10:30）
- 2015年10月9日 - 2016年4月4日

木曜日 2:00 - 2:30（水曜深夜） （リピート配信: 木曜日 14:30 - 15:00、日曜日 10:00 - 10:30）
- 2016年4月11日 - 2018年3月29日

木曜日 2:00 - 2:30（水曜深夜）  （リピート配信: 木曜日 14:30 - 15:00、日曜日 7:30 - 8:00）
- 2018年4月4日 - 2020年3月25日

水曜日 2:00 - 2:30（火曜深夜）  （リピート配信: 水曜日 14:30 - 15:00、日曜日 7:30 - 8:00）
- 2020年4月1日 - 2023年3月29日

水曜日 2:00 - 2:30（火曜深夜）  （リピート配信: 水曜日 14:00 - 14:30、日曜日 7:30 - 8:00）
アーカイブ配信
- 2018年4月 -

ニコニコチャンネル「セカンドショットちゃんねる」にて金曜日更新
過去のアーカイブ配信
- 2015年4月 - 2017年5月

AG-ONにて月曜日更新
- 2017年6月 - 10月

AG-ON Premiumにて月曜日更新
- 2017年10月 - 2018年3月

ニコニコチャンネル「セカンドショットちゃんねる」にて土曜日更新
- 2024年6月 - 8月

OPENREC.tv「セカンドショットGAME部」にて毎週金曜日更新

### テーマソング
オープニング
Sky!Sky!Sky! / DEPAPEPE
エンディング
星の数だけ願いは届く / DEPAPEPE

## コーナー
はーい!晴レルヤ家へ、ようこそ!
浜松町にある「晴レルヤ家」を舞台に、長女彩陽が立派な大人になるため色々なことを勉強する。
晴レルヤ偉人伝
世界中の凄いことを成し遂げた偉人と呼ばれる人たちのことを知り、その人たちのように偉大になろうとしていく。
あ〜、よかった
リスナーから寄せられた「あ〜、よかった」な出来事を紹介し、明日のために「心の充電」をする。
あしたカバンに入れて!
下駄にアイテム名を書いて天気占いの要領で投げ、明日カバンに入れたほうがいいアイテムを決める。
一時期肝心の下駄が紛失してしまいお菓子の箱などを下駄の代用品として使っていたが、後に「豊崎愛生のおかえりらじお」の私物に混ざっていたことが発覚し無事に戻って来た。
過去のコーナー
今夜も彩陽とクッキングしナイト!
料理が苦手な高垣が料理スキルを磨くため、料理にちなんだチャレンジを行う。

## ゲスト
- 第6回（2010年11月18日） 茅原実里
- 第35回（2011年06月09日） 明坂聡美
- 第73回（2012年03月01日） 豊崎愛生
- 第165回（2013年12月05日） 久保ユリカ
- 第180回（2014年03月20日） 久保ユリカ（公開録音放送）
- 第257回（2015年09月10日） 上木彩矢
- 第371回（2017年11月16日） 真野恵里菜
- 第404回（2018年07月04日） MITSUAKI

## 備考
- 2012年9月6日配信回は、番組配信100回を記念して生配信を行った[4][5]。
- 2014年3月9日、文化放送メディアプラスホールにて番組初の公開録音が昼夜の2回行われた。
- 2015年に木曜未明（水曜深夜）に再度移動後は、後続番組が『今村彩夏 STAY GOLD』となったが、その縁で双方の番組が交流を深めるようになった。しかし2018年春改編で当番組が曜日移動となった事に伴い、隣接する関係は解消されることになった。

## 関連商品
ラジオCD
- 高垣彩陽のあしたも晴レルヤ DJCD Vol.1 （2011年3月23日発売）

「クッキングしナイト!」のセレクションと、茅原実里をゲストに迎えてのSPディスクの2枚組。クッキング実況は長谷川のび太アナウンサー。店舗によっては「セレクションプラス」CDが特典として付く。
- 高垣彩陽のあしたも晴レルヤ DJCD Vol.2 （2011年8月24日発売）

「クッキングしナイト!」のセレクションと、明坂聡美をゲストに迎えてのSPディスクの2枚組。店舗によっては「セレクションプラス」CDが特典として付く。
- 高垣彩陽のあしたも晴レルヤ DJCD Vol.3 （2012年3月28日発売）

「は〜い!晴レルヤ家へ、ようこそ!」のセレクションと、豊崎愛生をゲストに迎えてのSPディスクの2枚組。店舗によっては「セレクションアーカイブ2」CDが特典として付く。
- 高垣彩陽のあしたも晴レルヤ DJCD Vol.4 （2012年9月19日発売）

「は〜い!晴レルヤ家へ、ようこそ!」のセレクションと、早見沙織をゲストに迎えてのSPディスクの2枚組。店舗によっては「セレクションアーカイブ2」CDが特典として付く。
- 高垣彩陽のあしたも晴レルヤ DJCD Vol.5 （2013年4月24日発売）

「は〜い!晴レルヤ家へ、ようこそ!」のセレクションと、佐藤聡美をゲストに迎えてのSPディスクの2枚組。店舗によっては「ハレルヤ☆アラビアンナイト第3.5話〜Best Ending」を含んだ「セレクションアーカイブ2」CD、「ハレルヤ☆アラビアンナイトストーリー脚本」が特典として付く。
- 高垣彩陽のあしたも晴レルヤ DJCD Vol.6 （2014年1月22日発売）

「は〜い!晴レルヤ家へ、ようこそ!」と「晴レルヤ偉人伝」のセレクションと、久保ユリカをゲストに迎えてのSPディスクの2枚組。